# اوتو بکر (سوارکار)
اوتو بکر (آلمانی: Otto Becker؛ زادهٔ ۳ دسامبر ۱۹۵۸) سوارکار پرش اهل آلمان بود.